# Linéaire B
Cette page contient des caractères spéciaux ou non latins. S’ils s’affichent mal (▯, ?, etc.), consultez la page d’aide Unicode.
Le linéaire B est un syllabaire utilisé pour l'écriture du mycénien, une forme archaïque du grec ancien.
Il se compose d'environ 87 signes. Les nombres sont décimaux, les poids et mesures sont d'inspiration babylonienne. Le linéaire B est complètement oublié dès le début du premier millénaire avant notre ère ; il sera par la suite remplacé par l'alphabet grec, avec lequel il n'a aucun lien.

## Corpus
Le linéaire B apparaît en Crète à Cnossos aux environs de 1375 av. J.-C. Il y a été découvert, avec le linéaire A, en 1900 par Sir Arthur Evans sur des tablettes d'argile de Cnossos cuites accidentellement par un incendie (3 500 fragments). Des tablettes ont également été retrouvées à Pylos (près de 1 000 fragments), Mycènes, Thèbes (plusieurs centaines de fragments), Tirynthe et Midéa. Le linéaire B se trouve également sur des vases, trouvés à Éleusis, Kreusis, Orchomène, La Canée et au Ménélaion, à Thérapné. Les styles d'écriture permettent d'identifier une centaine de scribes différents à Cnossos, et une cinquantaine à Pylos.
Certains de ces textes étaient sans doute de simples brouillons pour des textes sur des supports périssables, mais d'autres ont été écrits à dessein sur de l'argile.

## Contexte historique
L'apparition de l'écriture linéaire B en Crète, qui était largement utilisée en Grèce continentale à l'époque mycénienne, et la fin de l'utilisation de l'écriture linéaire A courante dans les sites minoens de Crète correspond à la période minoenne tardive au cours de laquelle de nombreux sites de l'île sont abandonnés. Les témoignages archéologiques changent pour inclure la culture matérielle et une architecture stylistiquement similaire aux formes utilisées sur le continent grec, où l'âge du bronze tardif est communément appelé « mycénien ».

## Déchiffrement

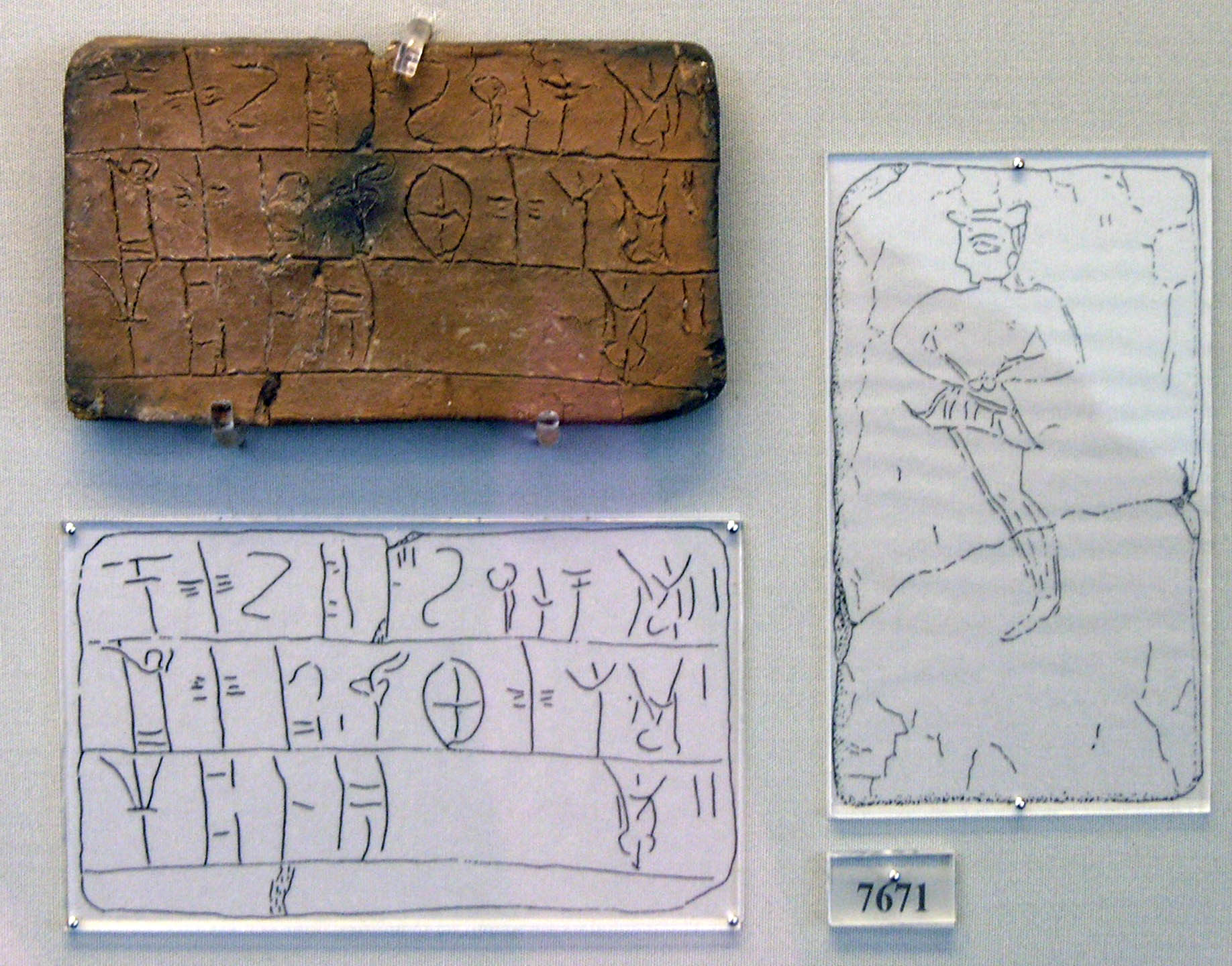
Tablette mycénienne, traitant d'une commande de laine, musée national archéologique d'Athènes.

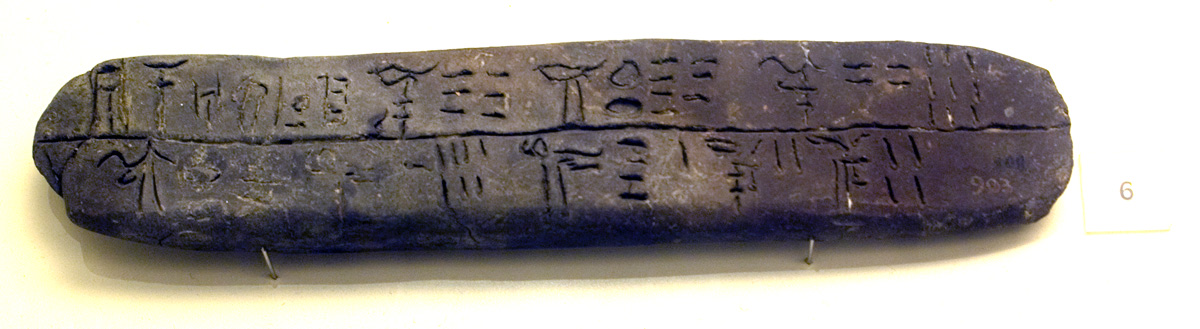
Inscription en linéaire B, musée archéologique d'Héraklion (Crète).

Cette écriture fut déchiffrée en 1952 par l'architecte anglais Michael Ventris, à partir des travaux initiaux d'Alice Kober.
Jusqu'alors, il était communément admis que le linéaire B transcrivait le minoen, langue supposée dont on ne connaissait rien, et non du grec. Alice Kober remarqua l'existence de variantes pour certains mots. La présence d'un idéogramme accompagnant un groupe de signes se terminant différemment lui fit supposer qu'il s'agissait de deux mots indiquant le même objet mais à un genre différent. Les différences étant faibles, elle supposa une langue flexionnelle et que ces différences correspondaient à une différence de voyelle. Elle construisit un tableau où les signes partageant la même consonne étaient disposés sur les horizontales et ceux ayant une voyelle commune sur les verticales. Les similitudes mises en évidence permettaient de retrouver les sons de tout le syllabaire à partir d'un nombre restreint de valeurs. Elle avait ainsi établi une grille de dix signes avant sa mort, en 1950.
Ayant étudié les publications d'Alice Kober, Michael Ventris agrandit considérablement cette grille. Il parvint à identifier les voyelles isolées. De plus, les tablettes trouvées à Pylos et celles trouvées en Crète différaient par l'existence, dans ces dernières, de groupes de signes, mis en évidence par Alice Kober. Ventris supposa qu'il s'agissait des noms de toponymes d'origine crétoise (et non grecs). Il identifia Cnossos (ko-no-so), son port Amnisos (a-mi-ni-so) et quelques autres. Par déduction, et en rectifiant et enrichissant la grille de lecture au fur et à mesure des identifications, il fut alors possible de lire le linéaire B qui s'avéra transcrire un dialecte grec archaïque.
Par la suite, l'helléniste John Chadwick, spécialiste de l'évolution du grec, aida Michael Ventris à continuer le déchiffrement pour aboutir en 1955 à un traité sur le linéaire B : documents in Mycenaean Greek (documents en grec mycénien).

## Caractères du linéaire B
Le linéaire B comporte près de 200 signes, divisés en signes « syllabiques », ayant probablement une valeur phonétique, et en « logogrammes » ayant eux une valeur sémantique.
Le linéaire B est représenté par la rangée Unicode 10000-1007F pour les syllabiques et 10080-100FF pour les logogrammes.
Ci-dessous, une liste des syllabiques les plus courantes avec leur prononciation supposée, reconstituée d'après le mycénien.
|    | -a   | -e   | -i   | -o   | -u   |
|    | 𐀀 a  | 𐀁 e  | 𐀂 i  | 𐀃 o  | 𐀄 u  |
| d- | 𐀅 da | 𐀆 de | 𐀇 di | 𐀈 do | 𐀉 du |
| j- | 𐀊 ja | 𐀋 je |      | 𐀍 jo | 𐀎 ju |
| k- | 𐀏 ka | 𐀐 ke | 𐀑 ki | 𐀒 ko | 𐀓 ku |
| m- | 𐀔 ma | 𐀕 me | 𐀖 mi | 𐀗 mo | 𐀘 mu |
| n- | 𐀙 na | 𐀚 ne | 𐀛 ni | 𐀜 no | 𐀝 nu |
| p- | 𐀞 pa | 𐀟 pe | 𐀠 pi | 𐀡 po | 𐀢 pu |
| q- | 𐀣 qa | 𐀤 qe | 𐀥 qi | 𐀦 qo |      |
| r- | 𐀨 ra | 𐀩 re | 𐀪 ri | 𐀫 ro | 𐀬 ru |
| s- | 𐀭 sa | 𐀮 se | 𐀯 si | 𐀰 so | 𐀱 su |
| t- | 𐀲 ta | 𐀳 te | 𐀴 ti | 𐀵 to | 𐀶 tu |
| w- | 𐀷 wa | 𐀸 we | 𐀹 wi | 𐀺 wo |      |
| z- | 𐀼 za | 𐀽 ze |      | 𐀿 zo |      |

## Conventions orthographiques
Les syllabaires, construits sur une structure syllabique simple de type CV (consonne + voyelle), se heurtent à la difficulté de transcrire une voyelle ou une consonne isolées.
En linéaire B, le problème de la voyelle ne se pose pas, puisqu'il inclut leur notation.
Pour les consonnes, le linéaire B ne note facilement que les consonnes initiales de syllabes, suivies d'une voyelle : ex. 𐀈𐀨 do-ra pour δῶρα [dōra] (pluriel de δῶρον "présent"). En revanche, le système n'était pas bien adapté pour transcrire les consonnes isolées. Deux cas de figure se présentent ainsi :
1. les consonnes finales de syllabe ou de mot, très fréquentes en grec, ne sont pas transcrites du tout. Ainsi, le mot prononcé [patēr] (πατήρ) "père" est simplement transcrit 𐀞𐀳 pa-te ; de même, [thōrākes] (pluriel de θώραξ, "cuirasse") est rendu 𐀵𐀨𐀐 to-ra-ke[8] ;
2. les groupes de consonnes successives (CCV) sont généralement transcrits en assignant fictivement à chaque consonne la même voyelle, quand bien même la première de ces deux voyelles, à l'oral, était en fait muette. Ainsi, Κνωσσός [knōssos] "Cnossos" est transcrit 𐀒𐀜𐀰 ko-no-so; γρᾶϝες [grāwes] "vieilles femmes" (pluriel de γραῦς) est rendu ka-ra-we; Αἰγύπτιος [aiguptios] "égyptien" est rendu 𐁁𐀓𐀠𐀴𐀍 ai-ku-pi-ti-jo.

Alors qu'un syllabaire comme le Linéaire B est basé sur une structure syllabique simple CV, ces conventions orthographiques représentent la difficulté d'y adapter une langue comme le grec, dont la structure syllabique complexe (CVC, CCVC...) ne s'y prêtait guère.